# Operazione Dracula
Operazione Dracula era il nome in codice assegnato dagli Alleati a un attacco anfibio e aviotrasportato alla città di Rangoon, nel contesto della Campagna della Birmania, parte del teatro del sud-est asiatico della seconda guerra mondiale.
Originariamente proposto intorno alla metà del 1944 quando il Comando Alleato per il Sud-est asiatico si stava preparando a occupare la Birmania, fu poi soppresso perché i mezzi aeronavali necessari non erano disponibili. Il piano fu ripristinato nel marzo 1945, dal momento che conquistare Rangoon prima dell'inizio dei monsoni (che erano attesi per la seconda settimana di maggio) era di vitale importanza per garantire le linee di comunicazione delle truppe alleate in Birmania.
Nell'aprile del 1945, alcune unità della 14ª Armata britannica avanzarono fino a circa 65 km da Rangoon, ma furono trattenute fino al 1º maggio da un'improvvisata forza di difesa giapponese che manteneva il controllo di Pegu. Quello stesso giorno un battaglione di paracadutisti Gurkha atterrò a Elephant Point, situato presso la foce del fiume Rangoon. Una volta assicurato il controllo delle batterie d'artiglieria costiera, dei dragamine sgomberarono il fiume dalle mine. Il 2 maggio, la 26ª Divisione di fanteria indiana iniziò a sbarcare su entrambe le sponde del fiume. Le piogge monsoniche iniziarono quello stesso giorno, prima del previsto. Tuttavia l'Esercito Imperiale giapponese aveva abbandonato la città diversi giorni prima, e le unità della 26ª Divisione la occuparono senza opposizione, riunendosi alla 14ª Armata quattro giorni dopo.

## Antefatti
Rangoon, oltre che essere la capitale della Birmania, ne era anche il porto più importante. Nel dicembre 1941 il Giappone entrò in guerra attaccando gli Stati Uniti e le colonie britanniche e olandesi in Estremo Oriente.
Dopo aver occupato la Thailandia, i giapponesi attaccarono la Birmania meridionale nel marzo del 1942. Le forze britanniche, indiane e birmane furono surclassate e costrette a evacuare Rangoon. Questo rese impossibile per i britannici organizzare una difesa a lungo termine in Birmania, poiché non vi erano percorsi via terra alternativi appropriati per fornire supporto alle truppe dall'India. Le forze britanniche e cinesi furono costrette a ritirarsi dalla Birmania e a ritirarsi rispettivamente in India e Cina.
La situazione rimase in stallo per un anno. Per il 1944 le forze alleate in India erano state rinforzate e avevano espanso le loro infrastrutture logistiche, il che rese possibile attaccare la Birmania. I giapponesi tentarono di prevenirle invadendo l'India, cosa che portò a una pesante sconfitta giapponese nella battaglia di Imphal e ad altre battute d'arresto. Tali sconfitte si dimostrarono poi uno svantaggio nella difesa della Birmania l'anno successivo.

## I piani degli Alleati
Nel luglio del 1944 il Comando alleato per il Sud-est asiatico iniziò a definire dei piani per la riconquista della Birmania. La battaglia di Imphal non si era ancora conclusa ma era chiaro che i giapponesi sarebbero stati costretti a ritirarsi con ingenti perdite.
Una delle opzioni strategiche esaminate dal Comando era un assalto anfibio a Rangoon, inizialmente designato col nome di Piano Z (esistevano anche un Piano X, relativo alla riconquista della Birmania settentrionale da parte del Northern Combat Area Command con l'obiettivo di completare la Via Ledo per collegare la Cina e l'India, e un Piano Y che prevedeva un'offensiva alleata nella Birmania centrale per mano della 14ª Armata britannica).
Il Piano Z, che fu sviluppato assumendo il nome di Operazione Dracula, presentava diversi vantaggi. La perdita di Rangoon sarebbe stata perfino più disastrosa per i giapponesi nel 1945 di quanto non lo fosse stata nel 1942 per i britannici. Non solo era il porto principale tramite il quale le truppe giapponesi in Birmania ricevevano rifornimenti e rinforzi, ma era situato molto vicino alle loro altre linee di comunicazione con la Thailandia e la Malaysia. Un'avanzata degli Alleati di circa 65 km a nord o est da Rangoon in direzione di Pegu o attraverso il fiume Sittang avrebbe tagliato la Ferrovia Birmana e diverse altre strade principali che erano le uniche vie di terra percorribili per i giapponesi con le loro forze in quei paesi. Se Rangoon fosse caduta, i giapponesi sarebbero stati costretti a ritirarsi da quasi tutta la Birmania, abbandonando così una parte consistente del loro equipaggiamento.
Gli Alleati decisero comunque che per preparare un attacco anfibio su vasta scala, come richiesto dalle circostanze, sarebbero servite delle risorse (mezzi da sbarco, navi di scorta, equipaggiamento ingegneristico) che non sarebbero state disponibili fino a che la campagna in Europa non si fosse conclusa. In quello stesso periodo infatti si stava ancora combattendo la battaglia di Normandia, e l'esito non era ancora scontato in alcune zone. L'Operazione Dracula fu quindi rinviata, e il Piano Y (ora rinominato con la designazione in codice Operazione Capital) fu adottato al suo posto.
Un numero sufficiente di mezzi da sbarco e altre imbarcazioni divenne disponibile alla fine del 1944, e tali risorse furono impiegate inizialmente in operazioni nella zona costiera dello Stato Rakhine, come la conquista dell'Isola di Akyab con il suo importante campo d'aviazione e l'Isola Ramree, dove erano stati costruiti altri aeroporti, permettendo alla 14ª Armata di essere rifornita via aria durante l'avanzata nella Birmania centrale. Il piano era di usare dei mezzi da sbarco per conquistare le isole distanti dall'Istmo di Kra, da utilizzare poi come trampolino di lancio per un attacco definitivo a Singapore.

## L'Operazione Dracula viene ripristinata

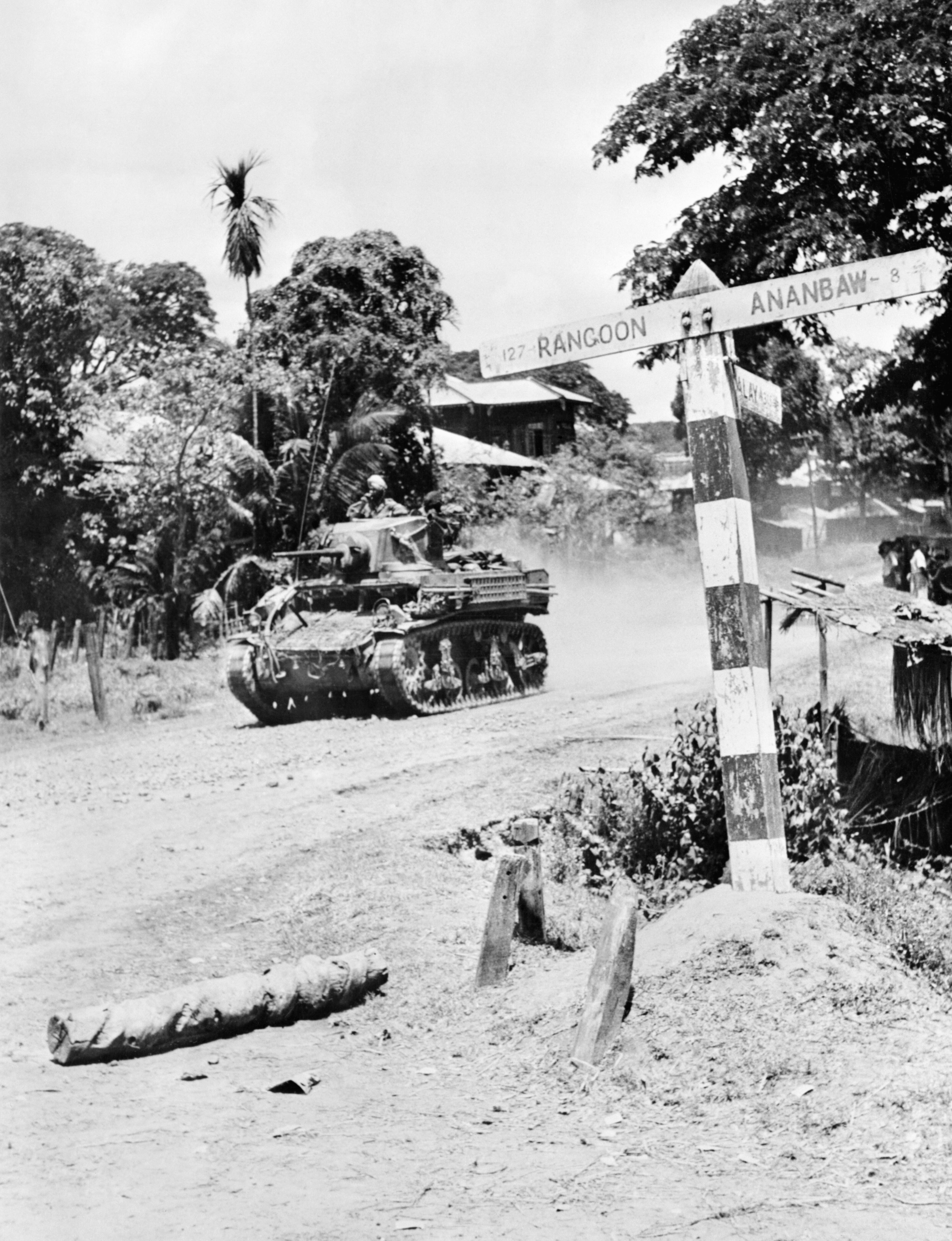
Un carro armato leggero Stuart di un reggimento della cavalleria indiana durante l'avanzata verso Rangoon, fotografato nell'aprile del 1945

Nei mesi di febbraio e marzo 1945, la 14ª Armata, sotto il comando del maresciallo di campo William Slim, combatté l'importante battaglia della Birmania centrale, dalla quale i giapponesi uscirono pesantemente sconfitti. La maggior parte delle loro forze fu ridotta a una frazione della potenza precedente, ed essi furono costretti a ritirarsi nello Stato Shan. Slim ordinò alle sue truppe di sfruttare questa vittoria avanzando verso sud in direzione di Rangoon lungo le valli dei fiumi Irrawaddy e Sittang. In aprile il IV Corpo indiano sotto il comando del generale Frank Messervy, preceduto da una brigata corazzata, avanzò di circa 320 km verso sud. Per la fine del mese si stavano avvicinando a Pegu, a circa 65 km a nord di Rangoon. Pegu era una delle città più grandi della Birmania meridionale, ed è situata a pochi chilometri a nord delle strade e ferrovie che collegavano Rangoon con la Thailandia e la Malesia.
Nonostante i notevoli successi, Slim era preoccupato. Sebbene Messervy e diversi dei suoi comandanti ritenessero possibile conquistare Rangoon all'inizio di maggio, le linee di rifornimento della 14ª Armata erano molto indebolite a causa del rapido avanzamento. La stagione monsonica era imminente, e le abbondanti piogge avrebbero reso impraticabili molte strade e difficoltosi i rifornimenti aerei. Si temeva che i giapponesi avrebbero difeso Rangoon fino all'ultimo uomo, come avevano fatto nella battaglia di Manila, in cui difesero la città per un mese prima di essere sconfitti, lasciando la città in rovina e 100000 civili uccisi.
Dal momento che le forze di Slim, per quanto concerneva i rifornimenti, si sarebbero trovate in una situazione disastrosa se Rangoon non fosse stata presa, alla fine di marzo egli fece richiesta che l'Operazione Dracula fosse ripristinata, per poi essere effettuata agli inizi di maggio prima che iniziassero i monsoni. Il 2 aprile l'ammiraglio Louis Mountbatten, comandante supremo del Comando del Sud-est asiatico, ordinò che Rangoon fosse conquistata con un'invasione via mare non più tardi del 5 maggio. Come mossa preliminare, al IV Corpo fu ordinato di catturare i campi d'aviazione a Toungoo a qualsiasi costo, così che fosse possibile fornire copertura aerea all'invasione. I campi d'aviazione furono presi dalla 5ª Divisione di fanteria indiana il 22 aprile.

## L'evacuazione di Rangoon
Il principale quartier generale giapponese in Birmania, l'Armata regionale della Birmania, comandata dal generale Hyotaro Kimura, si trovava a Rangoon. Non c'erano unità combattenti di stanza nella città, ma vi era un'ingente presenza di truppe addette al mantenimento delle linee di comunicazione e di personale navale. Vi era anche un consistente contingente appartenente all'Esercito Nazionale Indiano, una forza composta principalmente di ex prigionieri di guerra indiani catturati dai giapponesi in Malesia, che cercava di rovesciare il dominio britannico in India. Sebbene alcune unità dell'Esercito Nazionale Indiano avessero combattuto tenacemente durante l'invasione giapponese dell'India e della Birmania centrale, il morale della maggior parte delle truppe era basso a quel punto della guerra. Molti soldati furono convinti all'inizio del 1945 che la sconfitta giapponese fosse inevitabile, e disertarono o si arresero prontamente durante l'avanzata alleata su Rangoon.
Kimura aveva già deciso di non difendere Rangoon, ma di evacuare la città e ritirarsi verso Moulmein, nella Birmania meridionale. Sebbene egli avesse ricevuto ordini dal gensui Hisaichi Terauchi, comandante in capo del Gruppo d'armate meridionale, di mantenere Rangoon fino alla morte, si rese conto che ciò avrebbe comportato l'insensata distruzione delle sue rimanenti forze. Kimura fu contrastato dal suo Capo di Stato Maggiore, il generale Shinichi Tanaka, che aveva diramato ordini per fortificare le posizioni in città. Ba Maw, il primo ministro del formalmente indipendente governo birmano, dissuase i giapponesi dal trasformare la Pagoda Shwedagon in una postazione di artiglieria.
Tuttavia Tanaka volò verso nord con diversi ufficiali anziani il 19 aprile per esaminare la situazione intorno a Toungoo. Mentre egli era assente, i membri dello staff rimasti a Rangoon prepararono degli ordini per l'evacuazione, che Kimura firmò senza esitazione. Quando Tanaka fece ritorno, il 23 aprile, protestò, seppure inutilmente. Poiché le radio del quartier generale erano già state spostate a Moulmein, l'Armata non poteva più controllare complessivamente la battaglia per la Birmania da Rangoon.
Quando le prime truppe britanniche e indiane si avvicinarono a Pegu, molte delle truppe giapponesi delle retrovie nella zona di Rangoon e perfino alcuni civili giapponesi frettolosamente mobilitati furono raggruppati insieme per formare la 105ª Brigata Mista Indipendente sotto il comando del generale Hideji Matsui che era stato recentemente designato comandante della "Forza di difesa di Rangoon". Le unità di questa brigata (chiamata anche "Brigata Kani") includevano batterie antiaeree, battaglioni per la costruzione di campi d'aviazione, unità di ancoraggio navale, personale di scuole per sottufficiali e altre forze raffazzonate. Tali forze furono inviate a nord per difendere Pegu, sebbene in ritardo per la mancanza di mezzi di trasporto (che erano stati requisiti per essere assegnati al quartier generale dell'Armata regionale e ad altre unità che stavano lasciando Rangoon) e arrivarono alla spicciolata.
Il generale Matsui era inoltre in collera per l'evacuazione di Rangoon, dal momento che non ne era stato informato prima di scoprire che il quartier generale di Kimura era stato frettolosamente abbandonato il 26 aprile. Dopo aver tentato senza successo di demolire le installazioni portuali e di far evacuare dei prigionieri di guerra alleati che non erano in grado di camminare, Matsui si spostò a nord per condurre la difesa di Pegu.
Molte delle truppe giapponesi lasciarono Rangoon via mare, e nove navi su undici facenti parte di un convoglio che portava un migliaio di soldati furono distrutte dalle navi britanniche nel Golfo di Martaban il 30 aprile. Kimura lasciò la città in aereo. La maggior parte del quartier generale di Kimura e della classe dirigente di Ba Maw e di Subhas Chandra Bose (comandante dell'Esercito Nazionale Indiano) partì via terra, coperta dall'azione delle truppe di Matsui a Pegu, ma subì diversi attacchi da parte di aerei alleati. I giapponesi non riuscirono a garantire un trasporto per lo staff di Ba Maw, di cui la maggior parte dovette camminare fino a Moulmein. Ba Maw stesso iniziò il viaggio in macchina accompagnato dalla moglie e dalla figlia incinta, che partorì a Kyaikto, circa 25 km a est del Sittang. Egli temeva che sarebbe stato assassinato se fosse andato a Moulmein e invece di recarvisi fuggì a Tokyo. Bose giudicò disonorevole il volo di Ba Maw, e marciò a piedi con le sue ultime truppe, dopo aver disposto dei camion per far evacuare un'unità femminile, il Reggimento Rani of Jhansi.
L'unico personale che sarebbe rimasto a Rangoon consisteva di 5000 uomini dell'Esercito Nazionale Indiano comandati dal generale A. D. Loganathan, lasciato da Bose per proteggere la rimanente comunità indiana dagli attacchi dei banditi birmani. Loganathan non aveva alcuna intenzione di resistere agli attacchi alleati, e intendeva cedere le proprie truppe e ogni responsabilità sulla città ai britannici al loro arrivo.

## La battaglia per Pegu
Mentre l'evacuazione procedeva, le prime truppe britanniche e indiane del IV Corpo (la 17ª Divisione indiana, comandata dal generale David Tennant Cowan, con la maggior parte della 255ª Brigata carri indiana al seguito), si stavano avvicinando a Pegu. Le truppe corazzate di Messervy che aprivano la strada incontrarono la prima resistenza delle forze di Matsui il 27 aprile. Matsui aveva mandato avanti un distaccamento (principalmente composto da truppe miste addette alle linee di comunicazione, ma che includeva anche il 138º Battaglione della 24ª Brigata Mista Indipendente) per difendere Payagyi, pochi chilometri a nord di Pegu. Gli ingegneri di Matsui avevano piazzato delle mine (tra cui alcune improvvisate modificando bombe aeree) e ostacoli con trappole esplosive per ritardare i carri armati britannici. Un ritardo persino maggiore fu imposto dalle piogge torrenziali che si verificarono il 28 aprile, e che trasformarono le strade polverose in fango e causarono lo straripamento di torrenti e fiumi.
Il 28 aprile le truppe del IV Corpo in avanzamento tagliarono la strada tra Pegu e il fiume Sittang, interrompendo così le comunicazioni giapponesi tra Rangoon e Moulmein. Un piccolo convoglio di camion giapponesi che si diresse verso il blocco stradale fu spazzato via.
Il 29 aprile la 17ª Divisione indiana sgomberò Payagyi e diversi villaggi nei dintorni. Il giorno seguente ebbe inizio l'attacco principale a Pegu. I giapponesi avevano il controllo sulla parte occidentale della città, e demolirono tutti i ponti sul fiume Pegu che separava le loro posizioni dalla parte orientale dell'area urbana. I bacini idrici e i campi allagati impedirono alla 17ª Divisione di compiere qualsiasi manovra di aggiramento. Il 12º Reggimento Forze di Frontiera della fanteria indiana si inerpicò sulle travi di due ponti ferroviari demoliti che erano rimasti parzialmente intatti per stabilire delle precarie teste di ponte sulla sponda occidentale, sotto la protezione del fuoco d'artiglieria e dei carri armati. Il 10º Reggimento Gurkha e il 10º Reggimento Baluch incontrarono una forte resistenza vicino al ponte stradale principale. Anche il 3º Reggimento Fucilieri Gurkha e il 4º Granatieri di Bombay fecero dei piccoli progressi mentre un profondo fossato tratteneva i carri armati del 9º Reggimento di cavalleria Deccan Horse.
La mattina del 1º maggio delle pattuglie indiane scoprirono che i giapponesi si erano ritirati. La 17ª Divisione costruì rapidamente un ponte sul fiume Pegu e riprese la sua avanzata, ma il monsone era già iniziato. Nel giro di alcune ore la campagna fu allagata e l'avanzata rallentò molto. Slim ordinò immediatamente che tutto il IV Corpo ricevesse la metà delle razioni standard per aiutare le linee di rifornimento.
Il 30 aprile Matsui aveva ricevuto ordine da Kimura, che ora si trovava a Moulmein, di abbandonare Pegu e ritornare a Rangoon per difenderla fino alla morte. Di conseguenza egli, sebbene avesse potuto continuare a resistere a Pegu per alcuni giorni se necessario, si ritirò. Non appena le sue forze iniziarono la ritirata, si ritrovarono sotto attacco poiché si erano spostate lungo la strada per Hlegu, che era esposta. Matsui ordinò quindi una ritirata tra le colline a ovest di Pegu.

## Inizia l'Operazione Dracula
Prima che fosse dato l'ordine di ripristinare l'Operazione Dracula, il Comando del Sud-est asiatico si era preparato per attaccare l'isola di Phuket. Tale operazione era designata col nome in codice di Operazione Roger. I mezzi navali e aerei per l'Operazione Dracula erano quindi già in posizione. Il quartier generale del XV Corpo indiano, comandato dal generale Sir Philip Christison, doveva controllare le truppe di terra.
Sebbene i britannici fossero a conoscenza fin dal 24 aprile, grazie al sistema di crittografia Ultra usato dall'intelligence, che il quartier generale dell'Armata regionale della Birmania aveva lasciato Rangoon, non sapevano che i giapponesi stavano per abbandonare la città interamente. Ritenevano quindi che gli sbarchi avrebbero incontrato una strenua resistenza. Secondo il piano modificato per l'operazione, la 26ª Divisione indiana comandata dal generale Henry Chambers avrebbe dovuto stabilire delle teste di ponte su entrambe le sponde del fiume Rangoon. La 2ª Divisione britannica avrebbe usato le teste di ponte diversi giorni dopo per lanciare l'assalto principale alla città.
La 26ª Divisione e altre forze salparono a bordo di sei convogli navali dalle isole di Akyab e Ramree tra il 27 e il 30 aprile. Le forze navali di copertura consistevano di uno squadrone di 4 portaerei di scorta, due incrociatori e quattro cacciatorpediniere, e il 3º Squadrone da Battaglia, comandato dal vice ammiraglio Harold Walker, che consisteva di due navi da battaglia (la HMS Queen Elizabeth e la nave da battaglia francese Richelieu, facente parte dell'omonima classe), due portaerei di scorta, quattro incrociatori (di cui uno olandese) e sei cacciatorpediniere. Un'altra flottiglia di cinque cacciatorpediniere era responsabile della distruzione del principale convoglio d'evacuazione giapponese. Il 224º Gruppo della Royal Air Force, comandato da Percy Bernard, fornì copertura per gli atterraggi dai campi d'aviazione intorno a Tungoo e sull'Isola Ramree.

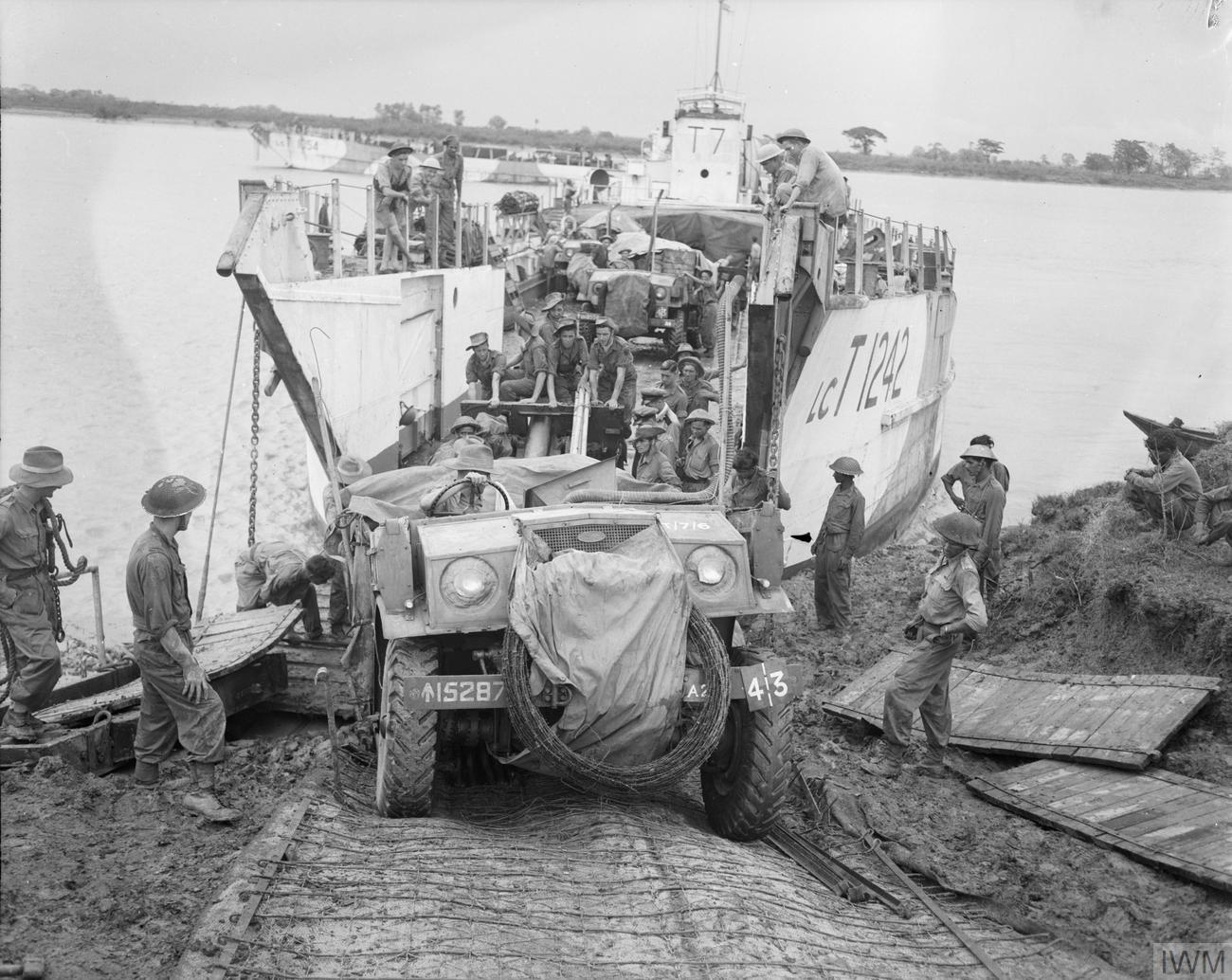
Un cannone da campo 25-pdr mentre viene portato a terra da un mezzo da sbarco ad Elephant Point, fotografato il 2 maggio 1945

Il 1º maggio, otto squadroni di B-24 Liberator, quattro di B-25 Mitchell e due squadroni di P-51 Mustang del 2º Gruppo del Commando Aereo della USAAF bombardarono e mitragliarono le difese giapponesi a sud di Rangoon. Una postazione d'osservazione dell'aeronautica, un piccolo distaccamento della Forza 136 e un battaglione composito di 700 paracadutisti Gurkha della 50ª Brigata paracadutisti indiana atterrarono a metà mattinata ad Elephant Point, presso la foce del fiume Rangoon. Essi eliminarono alcune formazioni giapponesi, lasciate come retroguardia o forse dimenticate nella confusione dell'evacuazione, e diversi cannoni che sorvegliavano gli accessi via mare alla città. Queste stesse truppe subirono perdite a causa di dell'inaccuratezza dei bombardamenti alleati.
Una volta che Elephant Point fu reso sicuro, dei dragamine aprirono un passaggio lungo il fiume, e dei mezzi da sbarco iniziarono ad arrivare a terra a partire dalle prime ore della mattina del 2 maggio, uno degli ultimi giorni in cui gli sbarchi sarebbero stati possibili prima che la piena causata dai monsoni rendesse impossibili le operazioni.
Nel frattempo un aereo da ricognizione Mosquito che sorvolava Rangoon non trovò alcun segno dei giapponesi in città, e notò un messaggio scritto sul tetto della prigione dai prigionieri di guerra britannici liberati. Il messaggio era "Japs gone. Extract digit" , un'espressione gergale della Royal Air Force che significava "Affrettatevi". L'equipaggio dell'aereo tentò di atterrare all'Aeroporto Internazionale di Rangoon, ma il ruotino di coda rimase danneggiato nella manovra a causa di buche sulla pista, impedendo così il decollo. Gli uomini dell'equipaggio camminarono quindi fino alla prigione, dove trovarono 1000 ex prigionieri di guerra che li informarono dell'evacuazione dei giapponesi. Andarono quindi alle banchine, dove requisirono un sampan e salparono seguendo il corso del fiume per riunirsi ai mezzi da sbarco.

## Conseguenze
Le truppe della 26ª Divisione indiana iniziarono a occupare la città senza trovare resistenza il 2 maggio. I britannici furono accolti gioiosamente, forse non universalmente come liberatori, ma sicuramente come coloro che potevano riportare l'ordine e fornire cibo e altra assistenza. Quando gli ufficiali giapponesi e quelli di Ba Maw lasciarono Rangoon, l'anarchia prese piede e i saccheggi continuarono diffusamente per diversi giorni. I giapponesi durante la ritirata avevano bruciato la prigione che ospitava dei prigionieri birmani, e avevano anche distrutto il convento di Santa Filomena, che era stato usato come ospedale, uccidendo 400 dei loro stessi uomini. Dopo tre anni di guerra e privazioni, la città si trovava in pessime condizioni igieniche, buona parte della popolazione era fuggita per scampare al Kempeitai e coloro che rimanevano vivevano in miseria. I dacoit, banditi armati, affliggevano le periferie e varie malattie infettive erano ormai diffuse.
Alcune unità della 26ª Divisione si spostarono lungo le vie principali per unirsi alla 14ª Armata. Il 6 maggio incontrarono le truppe da sbarco della 17ª Divisione che si aprivano una strada attraverso le zone allagate da Pegu in direzione sud in località Hlegu, 45 km a nord-est di Rangoon. La 14ª Armata e le altre forze alleate in Birmania avevano una linea di comunicazione sicura.
I C-47 del 2º Gruppo aereo, che avevano trasportato il battaglione di paracadutisti, tornarono a Kalaikunda e quindi si spostarono a Comilla.
La Brigata Kani di Matsui si unì a ciò che restava della 28ª Armata tra i rilievi del Pegu Yoma. Nel mese di luglio queste forze tentarono di sfondare verso est per riunirsi alle altre armate giapponesi ad est del Sittang. Le truppe di Matsui subirono perdite leggermente minori in quest'operazione rispetto alla maggior parte delle altre unità giapponesi coinvolte, tuttavia il personale navale nelle forze di Matsui attaccò separatamente e diversi giorni dopo il resto delle truppe, il che permise alle unità alleate di concentrarsi contro di esso. Questo gruppo fu spazzato via e solo pochi sopravvissero.